# Паслёноцветные
Паслёноцве́тные (лат. Solanales) — по современной классификации APG IV порядок цветковых растений насчитывающий 5 семейств, 165 родов и 4698 ботанических видов. Порядок включается в дочернюю кладу Ламииды, последовательно входящую в более крупные клады Астериды -> Суперастериды -> Эвдикоты -> Цветковые растения. Некоторые более старые системы используют для этого порядка название Polemoniales.

## Ботаническое описание
Виды порядка содержат алкалоиды стероидной и тропановой групп, имеющие фармацевтическое значение, у них очередные, цельные листья без прилистников и радиально-симметричные цветки с продольно сложенным в бутоне венчиком. Некоторым из них свойственны биколлатеральные проводящие пучки. У семейства Паслёновые (Solanaceae), имеющего хозяйственное значение, структура побегов часто трудно различима вследствие срастаний и смещений стеблей и листьев. Цветки часто располагаются в завитках, завязи большей частью из двух плодолистиков, часто косо расположенных, многочисленные семяпочки образуются на толстой плаценте.
Хорошо известные члены порядка Паслёноцветные включают картофель и бататы, баклажаны, томаты, перцы, табак, и петунии.

## Классификация

### Таксономическое положение
- Solanales Juss. ex Bercht. & J. Presl, 1820, Prir. Rostlin 243

Порядок Паслёноцветные включается в дочернюю кладу Ламииды, последовательно входящую в более крупные клады Астериды -> Суперастериды -> Эвдикоты -> Цветковые растения. Таксономическая схема в соответствии с Системой APG IV по состоянию на июнь 2024 года:
|  |                          |  |                                   | порядок Паслёноцветные |  | 5 семейств |  | 165 родов |  | 4 698 видов |
|  |                          |  |                                   | порядок Паслёноцветные |  | 5 семейств |  | 165 родов |  | 4 698 видов |
|  | клада Цветковые растения |  |                                   |                        |  |            |  |           |  |             |
|  |                          |  |                                   |                        |  |            |  |           |  |             |
|  |                          |  | ещё 63 порядка цветковых растений |                        |  |            |  |           |  |             |
|  |                          |  |                                   |                        |  |            |  |           |  |             |

### Семейства
Согласно классификации Кронквиста к Паслёноцветным были отнесены следующие семейства:
- Семейство Duckeodendraceae — Дюкеодендровые (сейчас включено в семейство Solanaceae — Паслёновые)
- Семейство Nolanaceae — Нолановые (сейчас включено в семейство Solanaceae — Паслёновые)
- Семейство Cuscutaceae — Повиликовые (сейчас включено в семейство Convolvulaceae — Вьюнковые)
- Семейство Retziaceae — Ретциевые (сейчас включено в семейство Stilbaceae — Стильбовые, порядка Lamiales — Ясноткоцветные)
- Семейство Menyanthaceae — Вахтовые (сейчас помещается в порядок Asterales — Астроцветные)
- Семейство Polemoniaceae — Синюховые (сейчас помещается в порядок Ericales — Верескоцветные)
- Семейство Hydrophyllaceae — Водолистниковые (сейчас включено в семейство Boraginaceae — Бурачниковые)

В современной системе APG IV (2016) в порядок включено 5 семейств:
- Семейство Convolvulaceae — Вьюнковые — 59 родов, 1962 вида
- Семейство Hydroleaceae — Гидролеевые, монотипное с 1 родом Гидролея и 14 видами
- Семейство Montiniaceae — Монтиниевые — 3 рода, 5 видов
- Семейство Solanaceae — Паслёновые — 8 подсемейств, 101 род, 2637 видов
- Семейство Sphenocleaceae — Сфеноклеевые, монотипное с 1 родом Сфеноклея и 2 видами